# Ukryte działania
Ukryte działania (ang. Hidden Figures) – amerykański dramat biograficzny z 2016 roku w reżyserii Theodore Melfi. Był nominowany do Oscara w trzech kategoriach (w tym za najlepszy film), ale nie zdobył ani jednej statuetki. Scenariusz filmu autorstwa Melfiego i Allison Schroeder jest oparty na powieści o tym samym tytule napisanej przez Margot Lee Shetterly.

## Obsada
- Taraji P. Henson – Katherine G. Johnson
- Octavia Spencer – Dorothy Vaughan
- Janelle Monáe – Mary Jackson
- Kevin Costner –  Al Harrison
- Kirsten Dunst – Vivian Michael
- Jim Parsons – Paul Stafford
- Mahershala Ali – Pułkownik Jim Johnson
- Aldis Hodge – Levi Jackson
- Glen Powell – John Glenn
- Olek Krupa – Karl Zielinski
- Kurt Krause – Sam Turner